# Distrikt Metn
Der Distrikt Metn (arabisch قضاء المتن, Qaḍāʾ al-Matn) ist ein Verwaltungsbezirk im Gouvernement Libanonberg der Republik Libanon, östlich der Hauptstadt Beirut. Die Bezirkshauptstadt ist Jdeideh.
Der Distrikt wird häufig auch als „Nordmatn“ (المتن الشمالي) bezeichnet, als Abgrenzung zum Distrikt Baabda, welcher auch unter „Südmatn“ (المتن الجنوبي) bekannt ist.

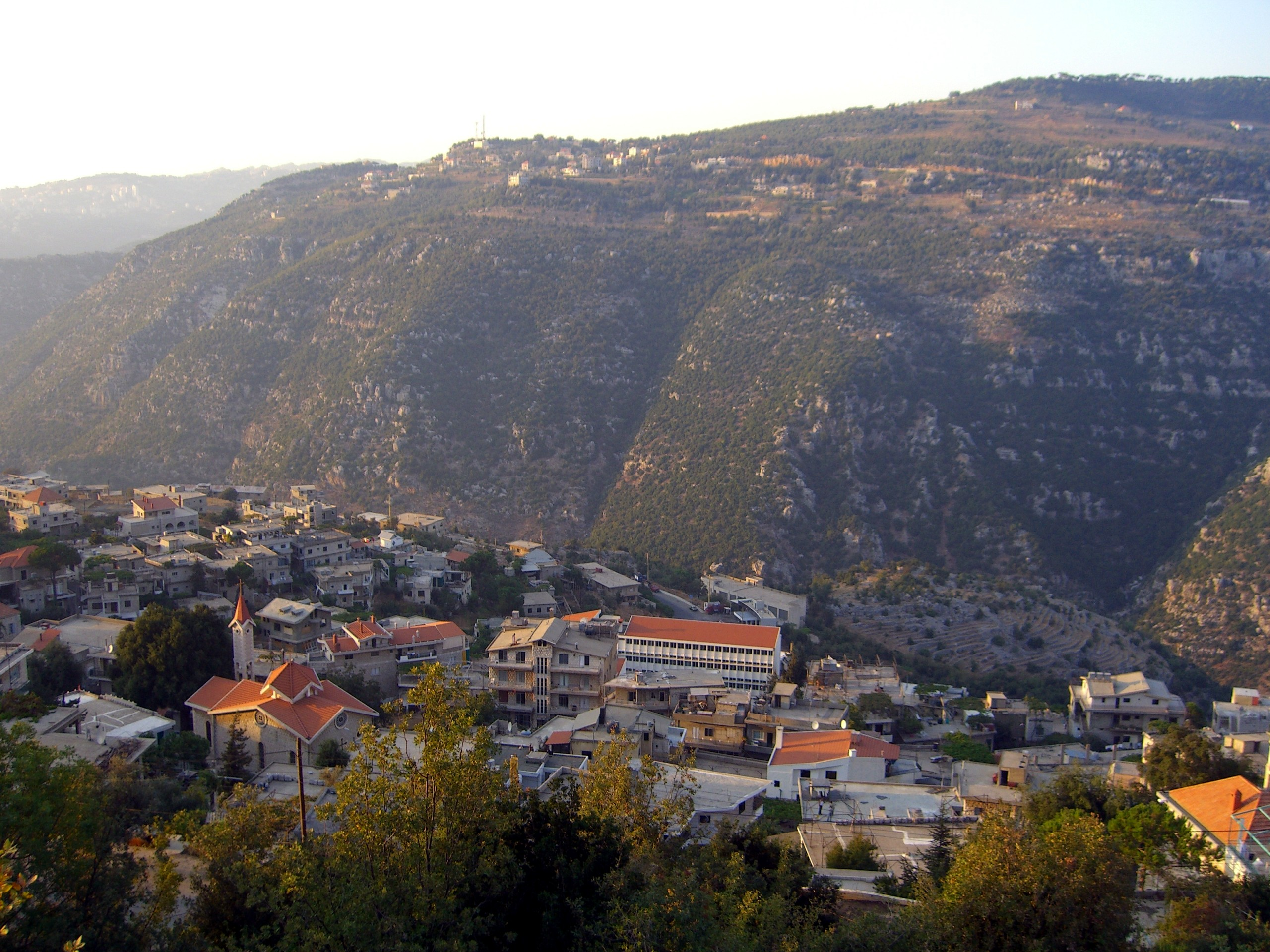
Bteghrine

## Gemeinden
- Bsalim
- Mezher
- Majzoub
- Mazraat Yashou'
- Wadi el Karem
- Ain el Safssaf
- Mar Michael Bnabil
- Mar Chaaya
- Mzekkeh
- Ghabeh
- Majdel Tarchich
- Fanar
- Beit Chabab
- Chaouiyeh
- Qunaytrah
- Qunnabat Broummana
- Dahr el Sawan
- Mtein
- Mshikha
- Jal ed Dib
- Bkenneyah
- Antelias
- Naccache
- Biakout
- Bikfaya
- Mhaydseh
- Baskinta
- Bteghrine
- Dbayeh
- Zouk al Khrab
- Haret al Ballaneh
- Aoukar
- Dhour el Choueir
- Ain el Sendianeh
- Douar
- Dik el Mehdi
- Ouyoun
- Kfarakab
- Ain Saadeh
- Beit Mery
- Baabdat
- Jdeideh
- Bauchrieh
- Sed el Bauchrieh
- Mrouj
- Aintoura
- Kaakour
- Kfartay
- Ghabet Bologna
- Wata el Mrouj
- Sin el-Fil
- Broummana
- Zakrit
- Mansourieh
- Mkalles
- Daychounieh
- Cornet Chahwan
- Ain Aar
- Beit el Kikko
- Hbous
- Zaaroun
- Sakiyat el Mesek
- Bhersaf
- Mar Moussa
- Khenchara
- Jouar
- Bourj Hammoud
- Dora
- Zalka
- Amaret Chalhoub
- Nabay
- Marjaba
- Rabieh
- Biyada
- Mtayleb
- Beit el Chaar
- Hadirah
- Roumieh
- Dekwaneh
- Mar Roukouz
- Daher al Hosein
- Jouret el Ballout